# テイラー・ミムズ
テイラー・ミムズ（Taylor Mims、1997年8月8日 - ）は、アメリカ合衆国の女子バレーボール選手である。アメリカ合衆国代表。

## 来歴

### クラブチーム
モンタナ州ビリングス出身。2015年、ワシントン州立大学へ進学。在学中はNCAA女子バレーボール選手権に出場した。2019年1月にスペインのCV Harisと契約し、2018/19シーズンのスペインリーグに出場した。2019年5月、フランスリーグのVandœuvre Nancy VBと契約し、1年間プレーした。2020年、Terville-Florange OCへ移籍し、2年間プレーした。2022年4月、ネプチューン・ナントへ移籍することが発表され、2023/24シーズンのフランスリーグではチームを準優勝へ導き、自身はベストオポジット賞を受賞した。2024年5月、イタリアセリエA1のイゴール・ゴルゴンゾーラ・ノヴァーラへの移籍が発表された。

### 代表チーム
2023年、シニア代表に初選出され、同年8月のパンアメリカンカップに出場し銅メダルを獲得した。

## 受賞歴
- 2024年 - 2023/24フランスLiga A ベストオポジット賞

## 所属クラブ
- ワシントン州立大学（2015-2019年）
- CV Haris（2018-2019年）
- Vandœuvre Nancy VB（2019-2020年）
- Terville-Florange OC（2020-2022年）
- ネプチューン・デ・ナント（2022-2024年）
- イゴール・ゴルゴンゾーラ・ノヴァーラ（2024年-）